# 新しい現象学
〈新しい現象学〉（Neue Phänomenologie）は、ドイツのヘルマン・シュミッツが創始・展開した新たな現象学。

## 概要
身体と感情の現象学として有名。彼の主著『哲学体系（System der Philosophie）』（1964-1980　全5巻10分冊）で、全体が提示され、その後の著作で理論的改善とさらなるテーマの探求が続けられている。その方法論的特徴は、自己の体験のみに依拠するのではなく、さまざまな種類の文献の中に記されている経験、出来事、行動の記述を活用し、それによってより広い事象を扱い、より多角的に吟味を重ねる点、および、「身体的感知（leibliches Spüren）」という独特の経験領域を開拓し、そこから理論構築をしている点である。そのため、きわめて具体的で、身体と感情についての理論以外に、人間学、存在論、認識論、時間論、空間論、宗教論、芸術論、法哲学、自由論、共同体論など、多様な領域を扱っている。しかもそれらが身体的・情動的経験を通して、密接に関連づけられ、まさしく「体系」をなしている（大まかな思想内容は、ヘルマン・シュミッツの項目を参照）。

## 他分野への影響
かつての現象学がそうであったように、新しい現象学も、他のさまざまな専門分野に影響を与えている。とりわけ、医学と精神医学は、シュミッツ自身がそこから多くの素材をとってきて現象学的な分析と理論構築に生かしていることもあり、関係が深い。そのほかにも、心理学、言語学、教育学、法学、社会学、歴史学、民俗学、文化人類学、異文化理解（中国学、日本学、インド学など）、芸術学、音楽学、建築学、スポーツ科学、生物学、地理学などの研究者にも受容されている。

## 関連文献
- 小川侃編『身体と感情の現象学』産業図書、1986年。
- 小川侃・梶谷真司共編『新現象学運動』世界書院、1999年。
- 梶谷真司『シュミッツ現象学の根本問題　身体と感情からの思索』京都大学学術出版会、2002年